# 인텔 4040

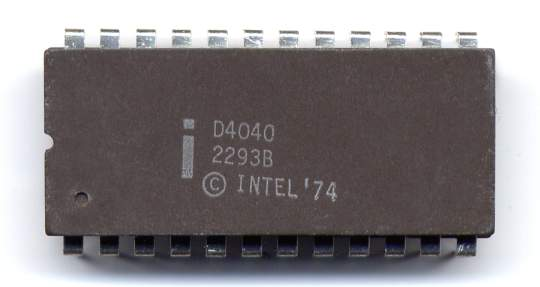
인텔 D4040 마이크로프로세서

인텔 4040(Intel 4040)은 인텔 4004의 후속작이다. 1974년에 출시되었다.
4040은 게임, 시제품, 개발, 전자제품 제어 등에 사용되었다. 4040의 너비는 4004의 두 배 이상이었고, 24개의 핀을 갖고 있었다. 4040에는 14개의 명령어가 추가되었고, 더 많은 8 레벨 스택과 8KB의 프로그램 영역, 8개 더 많은 레지스터, 추가로 8개의 숨겨진 레지스터, 그리고 인터럽트 기능을 갖고 있었다.
4040 계열은 MCS-40이라고도 불린다.

## 새로운 기능
- 인터럽트
- 싱글 스텝

## 새로운 지원 칩
- 4201 - 클럭 발생기 500 ~ 740 kHz (4 ~ 5.185 MHz 크리스털 사용)
- 4308 - 1 KB 롬
- 4207 - 일반 목적 바이트 출력 포트
- 4209 - 일반 목적 바이트 입력 포트
- 4211 - 일반 목적 바이트 입출력 포트
- 4289 - 표준 메모리 인터페이스 (4008/4009를 대체)
- 4702 - 256 바이트 UVEP롬
- 4316 - 2 KB 롬
- 4101 - 256 4비트 워드 램